# Epimeteu (satélite)
Epimeteu (do grego Επιμηθεύς), também conhecido como Saturno XI, é um satélite interior de Saturno. Foi batizado em homenagem ao Epimeteu da mitologia grega.

## Descoberta
Epimeteu ocupa essencialmente a mesma órbita que a lua Jano. Os astrônomos presumiram que havia um único corpo celeste naquela órbita, e concomitantemente, tiveram sérios problemas para calcular suas características orbitais; é obviamente impossível conciliar as observações de dois objetos distintos como um único objeto.
Audouin Dollfus observou uma lua em 15 de dezembro de 1966, o qual propôs que fosse chamado de Jano. Em 18 de dezembro, Richard Walker fez uma observação similar que hoje é creditada como sendo a descoberta de Epimeteu. Todavia, nesta época, acreditava-se que havia uma única lua, denominada Jano, naquela órbita.
Doze anos mais tarde, em outubro de 1978, Stephen M. Larson e John W. Fountain perceberam que as observações de 1966 podiam ser melhor explicadas por dois objetos distintos (Jano e Epimeteu) compartilhando órbitas bastante semelhantes. Isto foi confirmado em 1980 pela Voyager I e então Walker passou a compartilhar oficialmente a descoberta de Epimeteu com Larson e Fountain.
A descoberta de 1980 da Voyager foi designada S/1980 S 3, e apenas em 1983 foi denominada oficialmente como Epimeteu. O nome Jano foi oficialmente aprovado pela União Astronômica Internacional na mesma época, embora o nome estivesse sendo usado informalmente desde que Dollfus o propôs, poucos dias após a descoberta de 1966.

## Relacionamento orbital entre Epimeteu e Jano
Epimeteu e Jano são co-orbitais: o raio orbital de Jano para Saturno é a(c)tualmente somente cerca de 50 km menor que o de Epimeteu. Visto que órbitas internas possuem altas velocidades, as duas luas inevitavelmente aproximam-se uma da outra, e visto que o diâmetro médio de Epimeteu é de 115 km e o de Jano é de 178 km, pareceria à primeira vista que uma colisão se tornaria inevitável. Mas, quando a lua interna alcança a lua externa, a atração gravitacional incrementa o momento da lua interior e aumenta sua órbita, enquanto a lua externa igualmente perde momento e cai para uma órbita inferior. As luas assim barganham e começam a se mover separadamente de novo, visto que a lua avançada está agora na órbita mais baixa e mais rápida. O mais perto que ambas se aproximam está em torno de 10.000 km. A troca ocorre cerca de uma vez a cada quatro anos, tendo a última abordagem ocorrido em 21 de janeiro de 2006, e a próxima ocorrerá em 2010. Nesta ocasião, o raio orbital de Jano aumentará em cerca de 20 km, enquanto Epimeteu diminuirá cerca de 80 km; a órbita de Jano é menos afetada porque ele é 4 vezes mais maciço do que Epimeteu. Até onde se sabe, esse arranjo é único no Sistema Solar.
O relacionamento orbital entre Jano e Epimeteu pode ser entendida nos termos do problema dos três corpos, como um caso no qual as duas luas (o terceiro corpo sendo Saturno) são similares um do outro em tamanho. Outros exemplos do problema dos três corpos incluem os asteróides troianos e as luas troianas, a órbita ferradura do Cruithne em relação à Terra, e potencialmente dúzias de outros objetos em órbitas similares.

## Características físicas
Existem várias crateras em Epimeteu com mais de 30 km de diâmetro, bem como pequenos e grandes espinhaços e ravinas. O extenso número de crateras indica que Epimeteu deve ser bem antigo. Jano e Epimeteu podem ter se formado da divisão de um único corpo que deu origem a satélites co-orbitais, mas se esse for o caso, a divisão deve ter acontecido muito cedo na história do sistema de satélites. Por sua baixíssima densidade e albedo relativamente alto, parece que Epimeteu é um corpo congelado altamente poroso. Todavia, há ainda muita incerteza sobre estes valores, e isto permanece por ser confirmado.

## Anel
Há um pálido anel de poeira ao redor da região ocupada pelas órbitas de Epimeteu e Jano, como revelado por imagens tomadas em luz difusa pela sonda Cassini em 2006. O anel tem uma extensão radial de cerca de 5 000 km. Sua origem são partículas ejetadas da superfície das luas pelo impacto de meteoritos, as quais formam um anel difuso circundando as trilhas orbitais.
O orbitador da sonda Cassini-Huygens realizou um sobrevoo de Epimeteu em 3 de dezembro de 2007.